# Сан Гаетано (Салерно)
Сан Гаетано је насеље у Италији у округу Салерно, региону Кампанија.
Према процени из 2011. у насељу је живело 24 становника. Насеље се налази на надморској висини од 16 м.